# خوسي ماريا باسانتا
خوسي ماريا باسانتا (بالإسبانية: José María Basanta)؛ مواليد 3 أبريل 1984 في الأرجنتين، هو لاعب كرة قدم أرجنتيني يلعب لنادي مونتيري كمدافع. بدأ خوسي ماريا باسانتا مسيرته الرياضية عام 2003 مع إستوديانتيس دى لا بلاتا. و هو حاصل على الجنسية المكسيكية منذ يوليوز 2013.

## مسيرته الكروية
لعب خوسي ماريا باسانتا خلال مسيرته الاحترافية مع 4 أندية في ستة عشر موسمًا وسجل خلالها 12 هدفًا ضمن 362 مباراة. ولم يفز بأي موسم بالكأس وفاز في ثلاثة مواسم بالدوري.
خاض خوسي ماريا باسانتا مسيرته مع نادي إستوديانتيس دي لا بلاتا في موسم 2004–05 في المرة الأولى ولمدة موسمين ثم في موسم 2007–08 لمدة موسم واحد، مشاركًا طوالها في 23 مباراة سجل خلالها هدفين. ثم انتقل إلى نادي أوليمبو في موسم 2006–07 لمدة موسم واحد، حيث شارك في 36 مباراة سجل خلالها هدفًا واحدًا. لينتقل بعدها إلى نادي مونتيري في موسم 2008–09 في المرة الأولى ليلعب معه ستة مواسم ثم في موسم 2015–16 ليلعب معه خمسة مواسم، مشاركًا طوالها في 279 مباراة سجل خلالها 7 أهداف. ثم انتقل إلى نادي فيورنتينا في موسم 2014–15 لمدة موسم واحد، مشاركًا في 24 مباراة سجل خلالها هدفين.

## الجوائز والإنجازات

### الإنجازات مع النادي أو المنتخب
| النادي أو المنتخب | البطولة                    | مرات الفوز | الأعوام أو المواسم |
| ----------------- | -------------------------- | ---------- | ------------------ |
| نادي مونتيري      | الدوري المكسيكي لكرة القدم | 2          | 2009، 2010         |
| نادي مونتيري      | دوري أبطال الكونكاكاف      | 3          | 2011، 2012، 2013   |

### الإنجازات الفردية
| الإنجاز                                       | مرات الفوز | الأعوام أو المواسم |
| --------------------------------------------- | ---------- | ------------------ |
| أحسن مدافع أوسط في الدوري المكسيكي لكرة القدم | 2          | 2010، 2012         |

## وصلات خارجية
- خوسي ماريا باسانتا على موقع الاتحاد الدولي (مؤرشف)  (الإنجليزية)
- خوسي ماريا باسانتا على موقع الاتحاد الأوربي (الإنجليزية)
- خوسي ماريا باسانتا على موقع قاعدة بيانات كرة القدم.إي يو (الإنجليزية)
- خوسي ماريا باسانتا على موقع ناشيونال فوتبول تيمز (الإنجليزية)
- خوسي ماريا باسانتا على موقع Soccerway.com (الإنجليزية)
- خوسي ماريا باسانتا على موقع AS.com (الإسبانية)

صفحة اللاعب من موقع transfermarkt